# Alonso de Torices
Alonso Rodríguez de Torices (Benavente, Zamora, 1635 - Màlaga, 1684) va ser un compositor i mestre de capella espanyol. Va treballar a les catedrals d'El Burgo de Osma, Sigüenza, Zamora, Màlaga i la Basílica del Pilar a Saragossa.

## Biografia
Habitualment citat com Alonso de Torices va ser cantor a la Catedral de Zamora el 27 de gener de 1652, criat del racioner Medrano i rebut com a col·legial a la mateixa catedral.
Com a col·legial va romandre a Zamora fins al 29 de juliol de 1654, quan va ser nomenat per ocupar el magisteri de la Catedral d'El Burgo de Osma (Sòria) succeint a Juan García de Salazar. El Cabildo d'aquesta seu havia rebut de la Catedral de Zamora una carta de recomanació en què se senyalava que el mestre Torices anava a acudir a l'oposició d'El Burgo de Osma on acabaria prenent possessió del càrrec el 14 de novembre de 1654.
Va ser ordenat presbiteri el 21 de desembre de 1658 i va exercir aquest magisteri fins al març de 1663. Més tard, i per oposició, va ser escollit mestre de capella a la catedral de Sigüenza (Guadalajara), des d'allà mateix va escriure el 6 d'abril de 1663 al Cabildo de El Burgo de Osma dient que estava disposat a tornar al seu antic magisteri, del que encara no s'havia acomiadat oficialment.
Mentrestant el mestre del Monestir de las Descalzas Reales (Madrid), Tomás Micieces, havia escrit una carta al Cabildo d'El Burgo de Osma recomanant a un deixeble seu per suplir la plaça que deixava Torices, però el Cabildo, veient que Torices volia tornar, l'hi va respondre que no prometia res fins a la marxa definitiva del seu mestre a Sigüenza.
El 7 de maig de 1663 es van celebrar les oposicions al magisteri burgès, a les que es va presentar un aspirant de Madrid, un altre de Sigüenza (el mateix Torices) i altre de Toro, Zamora. El resultat va ser advers a Torices, succeint-li a El Burgo de Osma Juan García de Salazar. Aquell mateix any de 1663, el 7 d'Agost, va ser nomenat mestre de capella de la catedral de Zamora on va exercir aquest càrrec fins a 1666. Llavors se li concedeix una llicència per anar a les oposicions de la catedral de Màlaga.
El setembre de 1667, el Cabildo de Zamora encara no tenia coneixement oficial de la seva marxa, com a mestre de capella, per aquest motiu va encomanar escriure al Cabildo de Màlaga per veure si Torices havia pres allà possessió del magisteri i l'hi van donar un termini per tornar a la fi del mes de setembre. Un mes més tard, el Cabildo de Zamora va nomenar una comissió per cercar mestre de capella. El 9 de novembre de 1667 es va rebre a Zamora una carta de Torices, disposat a tornar al seu antic lloc si li donaven 20.000 maravedisos i quatre càrregues de blat, no va haver-hi acord doncs el Cabildo de Zamora va provar de portar un nou mestre de capella el quatre de febrer de 1668. De fet Torices havia sigut escollit mestre de capella de la catedral de Màlaga, probablement per oposició, el nou de setembre de 1666. Dos dies més tard es va llegir en Cabildo la consulta al rei proposant per al càrrec a Torices.
El 20 de juny de 1667 va demanar ajuda al Cabildo de Màlaga i l'hi van concedir 300 reials cada mes. Tot i que va ser escollit a Màlaga el 9 de setembre de 1666, Torices no va prendre possessió del seu magisteri fins un any després, el que fa indicar la tardança a comunicar-se amb el seu antic Cabildo de Zamora. El 21 de juny de 1667, ja vistes a Màlaga les proves de la seva admissió com a mestre de capella va prendre per fi possessió de la seva plaça. Succeïa al recentment mort Francisco Ruiz Samaniego, qui havia sigut mestre de Juan García de Salazar. Els anys següents a la seva presa de possessió a Màlaga reflecteixen les activitats pròpies del seu ministeri, obligacions que va complir amb fidelitat i exactitud segons testifiquen les actes capitulars de la catedral andalusa. Va emprendre una reorganització de la capella, per això va viatjar a Baeza (Jaén), Úbeda (Jaén), Cabra (Còrdova), i altres pobles per portar nens de cor i ministrils amb totes les despeses pagades.
Durant el seu període a Màlaga va fer dues escapades, el 1671 al Pilar de Saragossa i el 1680 a la catedral de Salamanca, on ni tan sols va arribar a presentar-se per a exercir la plaça que va guanyar. A Saragossa va estar com a mestre de capella i del seu magisteri. Torices es va absentar ràpid del Pilar, ja que Juan Pérez Roldán es faria càrrec de la capella el desembre del mateix any de 1667. Potser Torices mai arribes a ocupar la plaça a Saragossa doncs allà no apareix el seu nom en la documentació ni tan sols en les composicions, i a més a més al desembre d'aquell any ja hi havia un nou mestre de capella al Pilar.
De tornada a Màlaga, el 25 d'octubre de 1672 va escriure una carta al mestre Miguel Gómez Camargo, testimoni llavors de l'habitual intercanvi de composicions musicals i textos entre mestres de capella. A la carta Torices anuncia l'enviament per correu d'un villancet de la seva composició sol·licitat per Miguel Gómez Camargo i, a la vegada, l'hi demana alguna lletra de Immaculada Concepció o Nadal. Per la seva gran fama, va ser cridat a Madrid per exercir el magisteri de la capella de les Descalzas Reales de Madrid. El Cabildo de Màlaga, assabentat de l'oferiment d'aquesta capella i que l'hi havien enviat una lletra de 300 ducats per al viatge, temerós de perdre el seu gran mestre, va consultar amb el Bisbe de manera que l'onze de març de 1681 el Cabildo va acordar donar-li un augment econòmic substanciós. Davant d'aquesta generosa oferta Torices va renunciar a la seva marxa, ja que a les actes dels mesos següents se cita el seu nom amb freqüència en diferents informes prova de la seva permanència a Màlaga.
El 15 de gener de 1683 Torices es va dirigir al Cabildo de Màlaga, va dir que els metges, pels seus diversos mals, l'hi havien recomanat que "canviés d'aire", volia anar algun lloc del bisbat fins al primer dia de quaresma. L'hi van concedir el permís per fer-ho.
Les actes capitulars ja no mencionen més el seu nom, tot i que se segueix parlant del mestre de capella fins a mitjans d'aquest any. Es pensa que va morir al voltant de 1684.
Com a compositor, és definit per M. Querol entre "els principals músics espanyols del s. XVII que han escrit obres policorals sobre textos litúrgics i villancets religiosos" a Saragossa.

## Obres
De la seva època del magisteri a Màlaga daten diverses lletres de villancets que va compondre pel Nadal, conservades a la Biblioteca Nacional de Madrid, i que van ser editades en les premses malaguenyes de Mateo López Hidalgo en 1667, 1671, 1676 i 1683.
Anys després de la seva mort, el 1691, el Cabildo d'El Burgo de Osma, a proposta del llavors mestre de capella, va voler conservar i augmentar el seu arxiu musical amb obres dels millors mestres espanyols, escrivint a aquells qui poguessin proporcionar-les:
El 7 de febrer de 1691 es va llegir un memorial del mestre de capella sobre la conservació dels papers de música on s'assenyalava "de totes les obres dels mestres que va haver-hi a l'església d'El Burgo de Osma, es mana treure trasllats i es posen en un calaix preparat..., i perquè al present tingui algun principi en lo dit del calaix arxiu, pot manar el Cabildo portar obres del mestre Torices de Màlaga, que ho va ser d'aquesta santa església". Es va recordar de demanar dits papers al bisbe de Màlaga però tota la producció de Torices havia quedat sota la custòdia d'una germana seva que vivia a Benavente i tot i que a ella ja l'hi havien demanat les esglésies de Còrdova i Cadis, es diu que preferia entregar-les a El Burgo de Osma. El Cabildo d'El Burgo de Osma va aclarir no obstant que no era el seu propòsit comprar els papers musicals de Torices, sinó demanar que es traslladessin pagant el seu cost. Finalment sembla que aquestes gestions no van arribar a donar un resultat positiu.
Per la seva part, Gonzalez Marin localitza a la Biblioteca Pública d'Évora (Portugal) un villancet al Santíssim, Ah del sol, a quatre veus, atribuït a Alonso Torices, i que mostra grans similituds amb una altra composició de Juan Pérez Roldán.

### Obres en llatí
- Misa, 5V, E: V.
- Dixit Dominus, Ps, 8V, E: Bc.
- Dixit Dominus, Ps, dúo, ac, E:AR.
- Stabat Mater, Seq, 4V, vns, bc, E:MO.

### Obres en romanç
- A la sombra de un blanco velo, Vill-tono,4V, E: Bc.
- Ah del orbe del sol, Vill, 4V, ac, E:SE.
- Ah del sol ah de los rayos, Vill, 4V, Ac, 1676, E:SE, Biblioteca Pública de Évora (Portugal).
- Ay amor qué extremo es ése,Vill-Tono, E:Bc.
- Ay qué prospero viento, Vill, 4 V, arp, E:Zac.
- Despeñados de un cristal, Vill, 8V, bc, E:SE.
- Fuego agua, Vill, 4V, arp, E:LPA; Gozos, E:Bc.
- Letania de Nuestra Señora, 8V, bc, Ar. Catedral de Jerez de la Frontera (Càdis).
- Los pastores de Belén, Vill, 8V, E:V; Miren la forma que en cuerpo sale, Vill, 4V, arp E:Zac.
- Oigan a un ciego, Vill, 5V, E:V.
- Piedad Cielos, Vill-tono, 4V, E:Bc.
- Piedad cielos piedad, Vill-tono, E:Bc.
- Piedad divinos cielos, Vill, 4V, E:V.
- Qué fuego es éste, Vill, 4V, ac, E:SE.
- Qué hermosa nave, Vill-Ro, 4V, vln, órg, inc, E:Zac.
- Qué hermosa naze, Vill, 8V, inc, E:Zac.
- Rayos disparados son, Vill-Ro, 4v, bc, E:Zac.
- Toca la flauta siola Flancica, Vill, 4V, bc, CO: Bc.
- Tronaba en trémulo ruido, Vill-tono, 4V, E:Bc.
- Villancico a 4, a nuestro padre San Francisco, 4V, ac, E:AR.
- Vuelve mi pensamiento, Vill, 4V, ac, E:SE.